# Vaidade

All is Vanity (1892)

A vaidade é a preocupação excessiva em suas próprias habilidades ou atratividade para os outros. Antes do século XIV, não tinha tantas submissões narcisistas, e apenas significava futilidade.
Embora a glória sempre fosse vista como tendo um significado exclusivamente positivo, o termo relacionado vanglória (vã glória) era visto como um sinônimo arcaico de vaidade. Sendo que originalmente significava "gloriar-se em vão".

## Na religião e na filosofia
Em muitas religiões, a vaidade, em seu sentido moderno, é considerada uma forma de auto-idolatria em que se compara à grandeza de Deus por causa de sua própria imagem, e assim se separa e, talvez, com o tempo, separada da graça divina de Deus. Nos ensinamentos cristãos, a vaidade é considerada um exemplo de orgulho, um dos sete pecados capitais. Além disso, na Fé Bahai, Baha'u'llah usa o termo "imaginações vãs". Segundo a Bíblia vaidade é  algo enganoso, sem valor, que leva a ostentação e a idolatria.
Filosoficamente falando, a vaidade pode se referir a um senso mais amplo de egoísmo e orgulho. Friedrich Nietzsche escreveu que "a vaidade é o medo de ser original: é, portanto, falta de orgulho, mas não necessariamente falta de originalidade". Um dos aforismos de Mason Cooley é "Vaidade bem alimentada é benevolente. Vaidade com fome é rancorosa."